# Java Naming and Directory Interface
Java Naming and Directory Interface (JNDI) är ett Java-API för en katalogservice som tillåter javaklienter att upptäcka och leta upp data och objekt via ett namn. JNDI ingår i J2EE.